# Enicospilus kobus
Enicospilus kobus là một loài tò vò trong họ Ichneumonidae.